# Obyvatelstvo evropských zemí

Moderní politická mapa (2022)

Národy Rady Evropy, zakládající země žlutě, dřívější členové růžově.

Čísla vystihující populační situaci v Evropě se liší podle definice evropských hranic. Populace Evropy podle standardních fyzických geografických hranic byla podle Spojených národů v roce 2007 731 milionů. Některé současné a minulé problémy evropské demografie zahrnují náboženskou emigraci, etnické vztahy, nízkou porodnost a stárnutí populace.

## Populace podle zemí

Regionální rozdělení podle OSN.
Severní Evropa
Západní Evropa
Východní Evropa
Jižní Evropa
Asijské části evropských zemí
Země mimo Evropu

| Region/teritorium              | Rozloha (km2)                           | Obyvatelstvo (1. prosinec 2014 – odhad)    | Hustota zalidnění (na km2)  | Hlavní město     |
| ------------------------------ | --------------------------------------- | ------------------------------------------ | --------------------------- | ---------------- |
| Albánie                        | 28748                                   | 3 020 209                                  | 105,1                       | Tirana           |
| Andorra                        | 468                                     | 85 082                                     | 181,8                       | Andorra la Vella |
| Arménie                        | 29743                                   | 3 018 854 (v Asii)                         | 101,5                       | Jerevan          |
| Rakousko                       | 83879                                   | 8 504 850                                  | 101,4                       | Vídeň            |
| Ázerbájdžán                    | 86600                                   | 9 494 600 (téměř celé území v Asii)        | 109,6                       | Baku             |
| Bělorusko                      | 207595                                  | 9 475 100                                  | 45,6                        | Minsk            |
| Belgie                         | 30528                                   | 11 198 638                                 | 366,8                       | Brusel           |
| Bosna a Hercegovina            | 51197                                   | 3 871 643                                  | 75,6                        | Sarajevo         |
| Bulharsko                      | 110994                                  | 7 364 570                                  | 66,4                        | Sofie            |
| Chorvatsko                     | 56594                                   | 4 284 889                                  | 75,7                        | Záhřeb           |
| Česko                          | 78870                                   | 10 827 529                                 | 133,3                       | Praha            |
| Dánsko                         | 42916                                   | 5 655 750                                  | 131,8                       | Kodaň            |
| Estonsko                       | 45227                                   | 1 315 819                                  | 29,1                        | Tallinn          |
| Faerské ostrovy                | 1399                                    | 49 709                                     | 35,6                        | Tórshavn         |
| Finsko                         | 338424                                  | 5 470 820                                  | 16,2                        | Helsinki         |
| Francie                        | 551695                                  | 63 929 000                                 | 115,8                       | Paříž            |
| Gruzie                         | 69700                                   | 4 935 880 (většinou v Asii)                | 70,8                        | Tbilisi          |
| Německo                        | 357168                                  | 84 270 625                                 | 226,0                       | Berlín           |
| Gibraltar                      | 6,8                                     | 30 001                                     | 4 348,0                     | Gibraltar        |
| Řecko                          | 131957                                  | 10 816 286                                 | 82,0                        | Atény            |
| Grónsko                        | 2166086                                 | 56 968                                     | 0,026                       | Nuuk             |
| Guernsey                       | 78                                      | 65 345                                     | 837,8                       | Saint Peter Port |
| Maďarsko                       | 93030                                   | 9 877 365                                  | 106,2                       | Budapešť         |
| Island                         | 103001                                  | 325 671                                    | 3,2                         | Reykjavík        |
| Irsko                          | 70273                                   | 4 609 600                                  | 65,6                        | Dublin           |
| Man                            | 572                                     | 84 497                                     | 147,8                       | Douglas          |
| Itálie                         | 301338                                  | 59 641 488                                 | 201,7                       | Řím              |
| Jersey                         | 118                                     | 97 857                                     | 827,9                       | Saint Helier     |
| Kosovo                         | 10908                                   | 1 859 203                                  | 170,4                       | Priština         |
| Lotyšsko                       | 64589                                   | 1 990 300                                  | 30,8                        | Riga             |
| Lichtenštejnsko                | 160                                     | 37 132                                     | 232,1                       | Vaduz            |
| Litva                          | 65300                                   | 2 944 459                                  | 45,1                        | Vilnius          |
| Lucembursko                    | 2586                                    | 549 680                                    | 212,6                       | Lucemburk        |
| Malta                          | 316                                     | 446 547                                    | 1 413,1                     | Valletta         |
| Moldavsko                      | 33846                                   | 3 557 600                                  | 105,1                       | Kišiněv          |
| Monako                         | 2,02                                    | 36 371                                     | 18 005,4                    | Monako           |
| Černá Hora                     | 13812                                   | 647 905                                    | 46,9                        | Podgorica        |
| Nizozemsko                     | 41543                                   | 16 856 620                                 | 405,8                       | Amsterdam        |
| Norsko                         | 385178                                  | 5 136 700                                  | 13,3                        | Oslo             |
| Polsko                         | 312679                                  | 38 483 957                                 | 123,1                       | Varšava          |
| Portugalsko                    | 92212                                   | 10 427 301                                 | 113,1                       | Lisabon          |
| Rumunsko                       | 238391                                  | 19 942 642                                 | 83,7                        | Bukurešť         |
| Rusko                          | 17 075 400 (3 960 000 v evropské části) | 143 700 000 (110 000 000 v evropské části) | 8,3 (27,8 v evropské části) | Moskva           |
| San Marino                     | 61,2                                    | 32 576                                     | 532,3                       | San Marino       |
| Srbsko                         | 88361                                   | 7 209 764                                  | 81,6                        | Bělehrad         |
| Severní Makedonie              | 25713                                   | 2 058 539                                  | 80,1                        | Skopje           |
| Slovensko                      | 49035                                   | 5 415 949                                  | 110,5                       | Bratislava       |
| Slovinsko                      | 20273                                   | 2 061 085                                  | 101,7                       | Lublaň           |
| Španělsko                      | 504645                                  | 46 704 314                                 | 92,6                        | Madrid           |
| Norsko – Špicberky a Jan Mayen | 62049                                   | 2 868                                      | 0,046                       | Longyearbyen     |
| Švédsko                        | 449964                                  | 9 716 962                                  | 21,6                        | Stockholm        |
| Švýcarsko                      | 41285                                   | 8 183 800                                  | 198,2                       | Bern             |
| Turecko                        | 783562                                  | 76 667 864 (téměř 80 % v Asii)             | 97,8                        | Ankara           |
| Ukrajina                       | 603628                                  | 44 291 413                                 | 73,4                        | Kyjev            |
| Spojené království             | 243610                                  | 67 300 000                                 | 263,1                       | Londýn           |
| Vatikán                        | 0,44                                    | 842                                        | 1 913,6                     |                  |
| Souhrn                         | 10 180 000                              | 742 452 000                                | 72,9                        |                  |
| Alandy                         | 1580                                    | 28 666                                     | 18,1                        | Mariehamn        |

## Náboženství
V posledních několika desetiletích upadá praktikování náboženství v Evropě. Evropské země zažily pokles návštěv kostelů, stejně jako počtu lidí vyjadřujících víru v boha. V roce 2010 podle Eurobarometru v průměru 51 % občanů Evropské unie vyjádřilo víru v boha, 26 % věří v nějakou formu duše nebo životní síly, zatímco 20 % nevěří v žádnou formu duše, boha nebo životní síly a 3 % obyvatel neodpovědělo.
I přes pokles věřících je křesťanství stále nejrozšířenějším náboženstvím v Evropě. Podle průzkumu z roku 2011 se 76,2 % Evropanů považovalo za křesťany.
Podle studie z roku 2003 se 47 % Francouzů považovalo za agnostiky. Podle průzkumu z roku 2012 tvoří agnostici a ateisté 18,2% evropské populace. Podle stejného průzkumu lidé bez náboženského vyznání tvoří většinu jen ve dvou evropských zemích – Česku (75 %) a Estonsku (60 %).
Podle jiného průzkumu o náboženství v EU z roku 2012, bylo křesťanství nejrozšířenějším náboženstvím (72 % populace EU), katolíci byli se 48 % největší skupinou křesťanů, protestantů bylo 12 %, pravoslavnou církev vyznávalo 8 % lidí a ostatní křesťané tvořili 4 % obyvatel EU. Agnostici tvořili 16 % obyvatel, ateisté 7 % a muslimové 2 %.